# Station Rodallo
Station Rodallo is een spoorwegstation van de spoorlijn Chivasso-Ivrea-Aosta, gelegen bij het dorp Rodallo in de gemeente Caluso (Piëmont-Italië).